# Kaisa Parviainen
Katri Vellamo Parviainen, detta Kaisa (Juankoski, 3 dicembre 1914 – Rauma, 21 ottobre 2002), è stata una giavellottista e lunghista finlandese.
Nel 1948 fu medaglia d'argento ai Giochi olimpici di Londra, arrivando alle spalle dell'austriaca Herma Bauma. Nel 1952 partecipò ai Giochi olimpici di Helsinki, ma si posizionò solo sedicesima.

## Palmarès
| Anno | Manifestazione  | Sede     | Evento                 | Risultato | Prestazione | Note |
| ---- | --------------- | -------- | ---------------------- | --------- | ----------- | ---- |
| 1948 | Giochi olimpici | Londra   | Salto in lungo         | 13ª (q)   | 5,27 m      |      |
| 1948 | Giochi olimpici | Londra   | Lancio del giavellotto | Argento   | 43,79 m     |      |
| 1952 | Giochi olimpici | Helsinki | Lancio del giavellotto | 16ª       | 39,82 m     |      |